# Dzioborożec żałobny
Dzioborożec żałobny (Buceros rhinoceros) – gatunek dużego ptaka z rodziny dzioborożców (Bucerotidae). Występuje na Półwyspie Malajskim, Sumatrze, Borneo i Jawie. Jest narażony na wyginięcie.

## Systematyka
Gatunek ten po raz pierwszy zgodnie z zasadami nazewnictwa binominalnego opisał w 1758 roku Karol Linneusz w 10. edycji Systema Naturae. Autor nadał gatunkowi nazwę Buceros rhinoceros, która obowiązuje do tej pory. Jako miejsce typowe błędnie wskazał Indie, co później poprawiono na Malakkę.
Dzioborożec żałobny jest blisko spokrewniony z dzioborożcem wielkim (B. bicornis), z którym się niekiedy krzyżuje zarówno na wolności, jak i w niewoli. Wyróżnia się trzy podgatunki B. rhinoceros:
- B. r. borneoensis Schlegel & S. Müller, 1845 – Borneo
- B. r. rhinoceros Linnaeus, 1758 – Półwysep Malajski i Sumatra
- B. r. silvestris Vieillot, 1816 – Jawa

## Morfologia

### Wygląd
W upierzeniu przeważa czarny kolor. Ogon jest biały i długi i przebiega przez niego czarny pas. Lotki skrzydeł są na końcach białe. Ptak ten posiada także długie nogi i bardzo duży, zakrzywiony dziób z karbowanymi krawędziami. Na górnej części dzioba znajduje się efektowny hełm, wypełniony od środka powietrzem.

### Wymiary
Długość ciała wynosi do 120 cm, a masa – od 2 do 3 kg. Samce są minimalnie większe od samic.

## Ekologia i zachowanie

### Środowisko
Zamieszkuje rozległe obszary lasów pierwotnych, ale też wysokie lasy wtórne i lasy bagienne. Występuje do wysokości 1400 m n.p.m.

### Zachowanie
Poza sezonem rozrodczym dzioborożce żałobne zbierają się w niewielkie grupy, a w czasie sezonu ptaki te łączą się w pary. Porusza się niezgrabnym lotem, w czasie którego wydaje charakterystyczne dźwięki. Dzioborożec za pomocą swojego dzioba pielęgnuje upierzenie, zamurowuje dziuplę, chwyta pożywienie i karmi pisklęta. Karbowany dziób jest przystosowaniem do pewnego chwytu.

### Pożywienie
Ptaki te jedzą głównie owoce (zwłaszcza figi) i orzechy, lecz nie gardzą również owadami, jaszczurkami, żabami drzewnymi czy ptasimi jajami.

### Rozmnażanie
Lęgi trwają od stycznia do lutego. Po odbyciu godów samica wchodzi do środka wcześniej znalezionej dziupli (55 cm długości, 40 cm szerokości i 1,2 m głębokości) i zamurowuje ją od środka mieszanką mułu, kału i resztek pożywienia. Samica pozostawia jedynie pionową szczelinę. Przez nią samiec dostarcza pożywienie partnerce. Samica znosi zazwyczaj dwa jaja. Okres inkubacji trwa ok. miesiąca. Przez początkowy okres ich życia samica pozostaje w dziupli z młodymi. Później opuszcza dziuplę, którą znowu zamurowują pisklęta, jednak pozostaje w pobliżu gniazda. Za karmienie jej i potomstwa jest w tym czasie odpowiedzialny samiec. Jeżeli w tym okresie zginie, są skazani na śmierć głodową, gdyż wcześniej u samicy nastąpiła wymiana lotek skrzydeł i ogona. Po 3 miesiącach młode opuszczają dziuplę, pozostają jednak przy rodzicach do końca sezonu.

## Status zagrożenia
Międzynarodowa Unia Ochrony Przyrody (IUCN) od 2018 roku klasyfikuje dzioborożca żałobnego jako gatunek narażony na wyginięcie (VU – Vulnerable), wcześniej miał on status gatunku bliskiego zagrożenia (NT – Near Threatened). Trend liczebności populacji jest spadkowy. Ptak ten nie jest przystosowany do życia w innym środowisku, więc wycinanie lasów, które zamieszkuje, stanowi dla niego bardzo duże zagrożenie. Ponadto negatywny wpływ na liczebność tego ptaka mają polowania – dla mięsa, na handel, części jego ciała są wykorzystywane w strojach ceremonialnych, zwłaszcza na Borneo.